# Daniel Guérard
Pour les articles homonymes, voir Guérard.
Daniel Guérard (13 juin 1943 à Saint-Félix-de-Valois, Québec - 23 avril 2006 à Montréal) est un chanteur et animateur de radio québécois.
Il débute comme comédien en 1963 avec la troupe du Théâtre du Rideau Vert. La même année, il remporte le premier prix à l'émission Découvertes, de CFTM-TV.
Il lance un premier 45 tours en 1964 avant d'entreprendre la tournée des boîtes à chansons et des cabarets. Il enregistre plusieurs chansons du répertoire français.
Au Gala des artistes de 1966, il obtient les prix de Révélation masculine de l'année et de Chanson de l'année. L'année suivante, il connaît un deuxième succès avec la chanson Si le chapeau te fait.
En 1968, victime d'un accident automobile, il interrompt sa carrière d'interprète. Il devient alors chroniqueur culturel et artistique. Il sera animateur de radio pendant plusieurs années à CKOI-FM, Radio-Canada, CITE-FM et à CFGL/Rythme FM. Il collaborera également à l'émission télévisée Bon Dimanche de TVA.
En 1998, il occupe le poste de directeur général de la Société pour l'avancement de la chanson d'expression française.
Il publie en 1996 "La belle époque des boîtes à chansons" aux éditions Stanké.